# Father of the Bride (album)
Pour les articles homonymes, voir Father of the Bride.
Albums de Vampire Weekend
Modern Vampires of the City
(2013)
Father of the Bride est le quatrième album studio du groupe américain de rock indépendant Vampire Weekend. Il est sorti le 3 mai 2019 chez Columbia Records, son premier album sur un label de Major,,,,,,.
Cette sortie marque le premier projet du groupe depuis près de six ans, après Modern Vampires of the City (2013), et le premier projet du groupe depuis le départ du multi-instrumentiste et producteur Rostam Batmanglij. Il a été principalement produit par le collaborateur de Modern Vampires of the City, Ariel Rechtshaid et le chanteur principal Ezra Koenig, et compte de nombreux collaborateurs externes, notamment Danielle Haim, Steve Lacy, Dave Macklovitch de Chromeo, DJ Dahi, Sam Gendel, BloodPop, Mark Ronson et Batmanglij.
Cet album pop et indie rock alterne des ambiances musicales variées, et cultive un contraste entre des paroles profondes et une ambiance musicale printanière brillante. On peut y entendre une large gamme d’influences, comprenant de la musique country et des jam band.
Le groupe a fait la promotion de l’album avec une tournée mondiale, comprenant une formation élargie de sept personnes.

## Liste des chansons
| No             | Titre                                            | Auteur(s)                                                          | Producteur(s)                                   | Durée |
| -------------- | ------------------------------------------------ | ------------------------------------------------------------------ | ----------------------------------------------- | ----- |
| 1.             | Hold You Now (featuring Danielle Haim)           | - Ezra Koenig - Hans Zimmer                                        | - Ariel Rechtshaid - Koenig                     | 2:33  |
| 2.             | Harmony Hall                                     | Koenig                                                             | - Rechtshaid - Koenig - Rostam Batmanglij[a]    | 5:08  |
| 3.             | Bambina                                          | - Ezra Koenig - François Couperin (Les barricades mystérieuses)    | - Rechtshaid - Koenig                           | 1:42  |
| 4.             | This Life                                        | - Koenig - Makonnen Sheran - Mark Ronson                           | - Rechtshaid - Koenig - Dave Macklovitch[a]     | 4:28  |
| 5.             | Big Blue                                         | Koenig                                                             | - Rechtshaid - Koenig - DJ Dahi                 | 1:48  |
| 6.             | How Long?                                        | - Koenig - William Shelby - Stephen Shockley - Leon F. Silvers III | - Rechtshaid - Koenig - Macklovitch[a]          | 3:32  |
| 7.             | Unbearably White                                 | Koenig                                                             | - Rechtshaid - Koenig - BloodPop[a]             | 4:40  |
| 8.             | Rich Man                                         | - Koenig - S. E. Rogie                                             | - Rechtshaid - Koenig                           | 2:29  |
| 9.             | Married in a Gold Rush (featuring Danielle Haim) | Koenig                                                             | Rechtshaid                                      | 3:42  |
| 10.            | My Mistake                                       | - Koenig - Ludwig Göransson                                        | - Rechtshaid - Koenig - DJ Dahi - Buddy Ross[a] | 3:18  |
| 11.            | Sympathy                                         | - Koenig - Rechtshaid                                              | - Rechtshaid - Koenig                           | 3:46  |
| 12.            | Sunflower (featuring Steve Lacy)                 | Koenig                                                             | - Rechtshaid - Koenig                           | 2:17  |
| 13.            | Flower Moon (featuring Steve Lacy)               | - Koenig - Rechtshaid - Sam Gendel                                 | - Rechtshaid - Koenig - Lacy[a]                 | 3:57  |
| 14.            | 2021                                             | - Haruomi Hosono - Koenig                                          | - Rechtshaid - Koenig                           | 1:38  |
| 15.            | We Belong Together (featuring Danielle Haim)     | - Koenig - Batmanglij                                              | Batmanglij                                      | 3:10  |
| 16.            | Stranger                                         | Koenig                                                             | - Rechtshaid - Koenig                           | 4:08  |
| 17.            | Spring Snow                                      | - Koenig - BloodPop - Gendel                                       | - Rechtshaid - Koenig - BloodPop - Ross[a]      | 2:40  |
| 18.            | Jerusalem, New York, Berlin                      | Koenig                                                             | - Rechtshaid - Koenig - BloodPop[a] - Ross[a]   | 2:54  |
| Durée totale : | Durée totale :                                   | Durée totale :                                                     | Durée totale :                                  | 57:50 |